# Neil Bogart
Neil Bogart (* 3. Februar 1943 als Neil E. Bogatz in Brooklyn, New York City; † 8. Mai 1982 in Los Angeles) war ein US-amerikanischer Manager und Plattenfirmenchef. Er war Gründer des Labels Casablanca Records und gründete nach seinem Ausstieg dort die Boardwalk Entertainment Corporation, bei der Joan Jett 1981 I Love Rock ’n Roll veröffentlichte. Nach ihm ist das Bogart Pediatric Cancer Research Program benannt.

## Leben
Bogart wuchs als Sohn des Postangestellten Abraham Bogatz und dessen Frau Ruth in den Glenwood Houses, einem städtischen Siedlungsprojekt in Brooklyn, New York, auf. Er besuchte die High School of the Performing Arts in New York, die später durch den Film Fame bekannt wurde. Er heiratete 1965 Elizabeth Weiss, mit der er drei Kinder (Jill, Timothy Scott und Bradley) hatte und von der er sich 1974 scheiden ließ. Timothy Scott Bogart ist Produzent (Love & Sex), Drehbuchautor und Regisseur.
1973 traf er Joyce Biawitz, die mit Bill Aucoin die TV-Show Flipside produzierte, deren Gast Bogart am 19. Mai 1973 war. 1975 zogen beide zusammen, am 28. Mai 1976 heirateten sie. Am 23. Januar 1978 wurde der gemeinsame Sohn Evan „Kidd“ Bogart geboren, der inzwischen ein bekannter und mehrfach ausgezeichneter Songwriter, u. a. für Beyoncé (Halo), Rihanna (S.O.S) und Leona Lewis (Happy) ist.
1976 gründete er die Kunstgalerie Casablanca ArtWorks.
Bogart war Mitglied im Board of Governors des Cedars-Sinai Medical Center, außerdem engagierte er sich mit seiner Frau Joyce für das Betty Ford Cancer Center.
Er starb am 8. Mai 1982 im Cedars-Sinai Medical Center in Los Angeles im Alter von 39 Jahren an Lymphdrüsenkrebs, der erst Ende 1981 diagnostiziert worden war, und wurde am 11. Mai 1982 auf dem Hillside Memorial Park in Los Angeles beigesetzt. Bereits im Sommer 1981 war ihm eine Niere entfernt worden, seine Krankheit wurde jedoch bis zu seiner stationären Aufnahme ins Krankenhaus im April 1982 geheim gehalten.
Seine Witwe Joyce gründete 1984 gemeinsam mit Carole Bayer Sager den Neil Bogart Memorial Fund, der heute The Bogart Pediatric Cancer Research Program heißt und Teil der T.J. Martell Foundation ist. Neben ihnen ist auch Bogarts Sohn aus erster Ehe, Timothy Bogart, Mitglied im Board of Directors der Stiftung.

## Künstler
In den 1960er Jahren trat Neil Bogart unter dem Namen Neil Scott als Sänger auf und veröffentlichte ein Album und mehrere Singles bei Portrait Records, von denen der Song Bobby im Juni 1961 ein kleiner Hit in den USA war. Die Scott-Single One Piece Bathing Suit wurde später noch einmal veröffentlicht, diesmal von 20th Century Fox Records und unter dem Künstlernamen Wayne Roberts. Im April 1967 kam die letzte Single (I Don't Stand) a Ghost of a Chance With You bei Cameo-Parkway heraus, wo Bogart bis zu diesem Jahr arbeitete.
Den Namen Wayne Roberts hatte Bogart bereits 1964 verwendet, als er einen (bekleideten) Auftritt in dem Erotikfilm Sin in the Suburbs von Regisseur Joseph W. Sarno hatte. Er taucht 1970 noch einmal auf, diesmal im Zusammenhang mit dem Erotikfilm The Affairs of Aphrodite, in dem Wayne Roberts den Antiochus spielt.

## Manager
1965 war Bogart bei einer Arbeitsvermittlung angestellt, bei der das Cashbox Magazine, ein direkter Konkurrent des Billboard Magazine, eine Stellenausschreibung abgeben wollte. Statt die Anzeige zu bearbeiten, bewarb sich Bogart selbst um den Posten und wurde angestellt. Er arbeitete sich schnell nach oben und wurde Assistant National Promotion Director bei MGM Records, dann National Promotion Director, Vizepräsident und Verkaufsleiter für Cameo-Parkway Records. 1967 übernahm er im Alter von 24 Jahren als General Manager die Leitung von Buddah Records und brachte es zum zweifelhaften Titel „Bubblegum King of America“, weil er Gruppen wie Ohio Express und 1910 Fruitgum Company unter Vertrag nahm und zum Erfolg führte. Bis 1973 war Bogart zum Präsidenten des Labels aufgestiegen.
Bogarts Erfolg als Manager lässt sich recht einfach messen: Auf allen vier Labels, denen er vorstand, erzielte er mit einigen seiner Künstler Nummer-eins-Hits: Bei Cameo-Parkway erschien 1966 96 Tears von Question Mark & the Mysterians, auf Buddah Records erreichte er Platz eins mit Green Tambourine von den Lemon Pipers (1968), sowie mit Midnight Train to Georgia von Gladys Knight & the Pips (1973), bei Casablanca erzielte Donna Summer Topnotierungen mit vier Singleauskopplungen (Mac Arthur Park, 1978; Bad Girls, No More Tears und Hot Stuff, alle 1979) sowie zwei Alben (Live And More, 1978 und Bad Girls 1979), außerdem erschienen dort 1980 Do That to me One More Time von Captain and Tennille und Funky Town von Lipps, Inc., die ebenfalls auf Platz eins notiert wurden. Sein letzter und gleichzeitig größter Erfolg war dann I Love Rock’n Roll von Joan Jett & The Blackhearts mit Boardwalk Records; der Titel hielt sieben Wochen den Spitzenplatz der US-Charts.

## Casablanca Records
1973 gründete Bogart das Label Casablanca Records, das finanziell zunächst von Warner Bros. Records getragen wurde. Da Warner Bros. die Rechte am Film Casablanca hielt, gab es keinerlei rechtliche Probleme bei der Nutzung des Namens für das Label, das ursprünglich „Emerald“ heißen sollte. Bogart nahm die Gruppe Kiss am 1. November 1973 als erste Künstler seiner neuen Firma unter Vertrag, im Verlauf der 1970er Jahre konzentrierte sich das Label jedoch verstärkt auf Disco und zeichnete Donna Summer, Village People, Cher und Parliament. Auch wenn weiterhin Rock-Acts, zum Beispiel T. Rex und Angel zum Label gehörten, wurde Casablanca im Verlauf der 1970er Jahre zum größten und erfolgreichsten Disco-Label in den USA.
Bogart machte sich vor allem einen Namen durch den Stil, wie er seine Künstler promotete: Ohne Rücksicht auf Verluste und unabhängig von der Qualität seines Produkts investierte er nach seinem Motto warum nur einen Berg erklimmen, wenn man nach den Sternen greifen kann? Unsummen in die Werbung für seine Künstler. So wurde am 18. Februar 1974 zur Vorstellung seines Labels eine gigantische Party gefeiert, bei der auch Kiss auftraten. Bogart setzte bei der Verpflichtung neuer Künstler ganz auf seinen eigenen Geschmack – was ihm persönlich gefiel, nahm er unter Vertrag.
Bei Casablanca war es üblich, dass Platten in einer weit höheren Stückzahl ausgeliefert wurden, als Bestellungen vorlagen – was zum Beispiel im Falle von Casablancas erstem großem Album, Here’s Johnny… Magic Moments From the Tonight Show, bedeutete, dass Bogart 1.000.000 Stück pressen und ausliefern ließ, tatsächlich jedoch nur 500.000 Alben verkauft wurden. Das Wort Hype schien wie für ihn erfunden zu sein, doch er konterte:

“Hype. What a marvellous, misused word. If you hype something and it succeeds, you're a genius, it wasn't hype; if you hype it and it fails, then it’s just a hype.”

„Hype. Was für ein fabelhaftes mißbrauchtes Wort. Wenn du etwas überbewertest und es Erfolg hat, bist du ein Genie und es war kein Hype; wenn du es überbewertest und es fehl schlägt, dann ist es nur ein Hype.“

Zusammen mit der Summe, die Bogart aufbrachte, um Warner Bros. Anteile von Casablanca zu übernehmen, hatte er nach diesem Desaster 2.500.000 Dollar Schulden, bis Kiss’ Album Alive! sich 2,5 Millionen Mal verkaufte und Donna Summer, die kurz zuvor einen Vertrag von Bogart erhalten hatte, nachdem er ein Demoband von ihr gehört hatte, Love To Love You Baby herausgebracht hatte.
Im Januar 1980 verklagte Donna Summer, die mehr als 20 Millionen Alben mit Casablanca verkauft hatte, Bogart und Casablanca und forderte die Auflösung ihres Vertrages sowie zehn Millionen Dollar. Am 8. Februar desselben Jahres verließ Bogart sein Label, von dem er zuvor schon große Anteile an PolyGram verkauft hatte, und gab den Rest für geschätzte 30 bis 40 Millionen Dollar an PolyGram ab. Er behielt jedoch seine Anteile am Casablanca Grundbesitz und veröffentlichte am 23. Februar 1980 in der Zeitschrift Billboard eine ganzseitige Anzeige mit dem Text: An meine Casablanca-Familie und Freunde – hier schaut er auf Euch, Kinder. Wir sehen uns in der Fortsetzung… bald. Mit Liebe, Anerkennung und Wünschen für Glück: Neil. Die Anzeige war mit einer Zeichnung versehen, die Humphrey Bogart zeigte, der sich von einer Kamera entfernte. Zusätzlich schrieb er seinen ehemaligen Mitarbeitern einen Brief, in dem er betonte: Ich bin immer noch Euer Vermieter!, was sich darauf bezog, dass er weiterhin Eigentümer der Firmen-Immobilien war.

## Boardwalk Entertainment
Ende Februar 1980 hatte Bogart eine neue Firma, die Boardwalk Entertainment Corporation, gegründet und viele ehemalige Casablanca-Mitarbeiter eingestellt. Zu Boardwalks Künstlern gehörten Ringo Starr, Night Ranger, und Joan Jett, die dem Label 1981 seinen einzigen Nr.-1-Hit bescherte: I Love Rock'N Roll. Der Titel hielt sich sieben Wochen auf Platz eins der US-Charts. Boardwalk war ab Ende 1981 erfolgreich und erzielte mit seinen Künstlern mehrere Top-40-Hits, war aber schon vom Geschäftsgebaren überhaupt nicht mit Casablanca zu vergleichen. Das Label veröffentlichte bis zu seiner Pleite 1983 insgesamt 88 Tonträger (Singles und Alben).

## Trivia
- Im 1980 gedrehten Film Can't Stop the Music, einer Pseudo-Biographie der Village People, wird die Gruppe vom Plattenboss Steve Waits (gespielt von Paul Sand) unter Vertrag genommen, dem die Plattenfirma Marrakesch Records gehört. Wie der Name der Plattenfirma im Film schon nahelegt, basiert die Figur des Steve Waits lose auf Neil Bogart. Der Film selbst erhielt 1980 die Goldene Himbeere in den Kategorien „Schlechtester Film“ und „Schlechtestes Drehbuch“; er war in fünf weiteren Kategorien nominiert. Bogarts Söhne Timothy und Bradley wirken im Film mit, werden aber nicht im Abspann genannt.
- Die Rockgruppe Kiss widmete ihr Album Creatures of the Night 1982 Neil Bogart.
- Bogarts Ex-Frau Elizabeth heiratete später Charlie Guber, den Bruder von Bogarts Freund und Geschäftspartner Peter Guber.

## Diskographie Neil Scott
- Go Bohemian / Oh Genie; Clown Records CL-3011 (USA, 1959/60)
- Bobby / I Haven't Found It With Another; Portrait P-102 (USA, 1961)
- It Happened all Over Again / My Confession; Portrait P-106 (USA, 1961/2)
- Tomboy / Run To Me; Comet/Ember C-2151 (USA, 1962)
- One Piece Bathing Suit / Little Girl; Herald H-581 (USA, 1963)/20th Century Fox 45-644 (USA, unbekanntes Jahr)
- Neil Scott: Neil „Bobby“ Scott’s Greatest Hits; Portrait Records
- (I Don't Stand) a Ghost of a Chance With You / Let Me Think It Over; Cameo/Parkway C-476 (USA, 1967)

## Filmbiografie
Im Jahr 2023 erschien mit Spinning Gold eine Filmbiografie über Neil Bogart, die von seinem Sohn Timothy Scott Bogart angefertigt wurde.